# Taragmarcha borbonensis
Taragmarcha borbonensis is een vlinder uit de familie sikkelmotten (Oecophoridae). De wetenschappelijke naam van deze soort is voor het eerst geldig gepubliceerd in 1957 door Viette.
De soort komt voor in tropisch Afrika.